# 澤田秀雄
澤田 秀雄（さわだ ひでお、1951年2月4日 - ）は日本の実業家である。エイチ・アイ・エス取締役会長。2003年3月よりモンゴルAG銀行（現・ハーン銀行）の取締役会長。2014年8月よりラグーナテンボス取締役会長。澤田ホールディングス代表取締役会長やエイチ・エス証券、ハウステンボスの取締役会長を務めた｡

## 概要
大阪府出身。大阪市立生野工業高等学校を卒業後、1973-1976年まで、旧西ドイツ・マインツ大学に留学。留学中、アルバイトで稼いだ資金を元手に、ヨーロッパ、中東、アフリカ、南米、アジアなど50か国以上を旅行する。
帰国後、1980年に上京し新宿西口に旅行会社「株式会社インターナショナルツアーズ」を登録・設立（当初は毛皮の輸入販売を手がける予定であったが、ワシントン条約により頓挫し、業態変更した）。格安航空券販売を中心に、航空券とホテルを組み合わせた個人旅行、パッケージ旅行の販売を手がける。
最初のヒット商品である「インド自由旅行」は、発売時には「インド説明会」という名称だった。消費者に旅のインフォメーションを提供することで、旅行好き仲間に口コミで徐々に広がっていった。
1990年、社名を株式会社エイチ・アイ・エスに変更、パソナの南部靖之、ソフトバンクの孫正義とともにベンチャー三銃士と称された。
エイチ・アイ・エスの社名の「エイチ」は名前の『秀（雄）』を指し、「アイ・エス」は『インターナショナル・サービス』を略したものである（その為、中国語では「秀国際」と表記される）が、公式にはHighest International Standardsとされている。
1993年に新宿南口にオープンした「トラベルワンダーランド」は、ワンフロア1077平方メートルと国内最大規模の広さで話題となった。
1995年、株式を店頭公開。1996年にはオーストラリア・ゴールドコーストに同社初の国際ホテル「THE WATERMARK HOTEL, GOLD COAST」をオープン。本格的にホテル業に進出すると同時に、35年ぶりの定期旅客輸送の新規参入航空会社となる「スカイマークエアラインズ株式会社」（現スカイマーク株式会社）を設立。
1999年、協立証券（エイチ・アイ・エス協立証券を経てエイチ・エス証券に改称）の株式を取得し、代表取締役に就任。2007年、エイチ・エス証券株式会社は持株会社制へ移行し、澤田ホールディングス株式会社（現・HSホールディングス株式会社）となる。
2010年4月より、18年連続赤字だったテーマパークハウステンボスの社長に就任し、半年で黒字に転換させた。
2012年8月16日、九州圏内で活動する九州忍者保存協会が、知名度を高めて活動に弾みをつけようと、名誉頭目の大将軍職を設け、初代に澤田秀雄を選んだ。これを「九州観光を盛り上げるため快くお引き受けする」と述べ、就任を承諾した。
ハウステンボス内のホテルに居住し、住民票もハウステンボスの所在地（長崎県佐世保市）に置いている。
2014年8月、ハウステンボスグループとなったラグーナテンボスの取締役会長に就任。
2019年5月21日、ハウステンボスの社長を退任、取締役会長となる。
2019年12月20日、ハウステンボスの取締役会長を退任。
2021年12月、澤田ホールディングス（現・HSホールディングス）の代表取締役会長を退任。
アフリカ協会顧問等も歴任。

## 親族
ベストワンドットコム創業者の澤田秀太は長男。

## テレビ番組
- サンデープロジェクト ベンチャー三銃士21世紀世直し宣言（1999年1月10日、テレビ朝日系列）- 出席者:孫正義 南部靖之 澤田秀雄[6]。
- 日経スペシャル カンブリア宮殿（テレビ東京）
  - あくなき挑戦と突破力 ～壁を破る快感～（2006年8月14日）- エイチ・アイ・エス会長として出演[7]。
  - 逆境からの復活劇 ～不可能を可能にしたカリスマ社長～（2012年2月23日）- ハウステンボス社長として出演[8]。
  - 700回記念SP 絶体絶命のピンチに挑む"逆境のプロ" 最大の危機は最大のチャンスだ！（2020年9月10日）- エイチ・アイ・エス会長兼社長として出演[9]。

## 書籍

### 著書
- 『「旅行ビジネス」という名の冒険 HISはなぜ急成長したのか』（1995年12月14日、ダイヤモンド社）ISBN 9784478330500
- 『これからを読む コツの実行こそ成功の決め手』（著者:渡部昇一 船井幸雄 佐藤芳直、編者:船井総合研究所）（1997年6月5日、学習研究社）ISBN 9784054007765
- 『思う、動く、叶う』（1999年11月5日、サンマーク出版）ISBN 9784763192691
- 『HIS 机二つ、電話一本からの冒険』（2005年11月1日、日本経済新聞社）ISBN 9784532193157
- 『100年に一度のチャンス』（著者:澤田秀雄 浜口直太 浅井隆）（2009年10月1日、第二海援隊）ISBN 9784863351165
- 『運をつかむ技術 18年間赤字のハウステンボスを1年で黒字化した秘密』（2012年9月27日、小学館）ISBN 9784093882644
- 『変な経営論 澤田秀雄インタビュー』（聞き手:桐山秀樹 丸本忠之）（2017年11月15日、講談社）ISBN 9784062884488

### 監訳
- 『シャークノミクス 会社を強くする20の戦略 サメのように考え、サメのように動け！』（著者:ステファンエンジェシス、監訳:澤田秀雄、訳者:藤島みさ子）（2013年8月10日、日本文芸社）ISBN 9784537260304

### 関連書籍
- 『ベンチャー三銃士の経済再生会議 「変わる」ことを怖れるな』（コーディネーター:財部誠一 出席者:孫正義 南部靖之 澤田秀雄）（1999年2月20日、かんき出版）ISBN 9784761257644 - 1999年1月10日、テレビ朝日系列「サンデープロジェクト」で、「ベンチャー三銃士21世紀世直し宣言」に出演された3人が、番組終了後さらに議論したものを緊急にまとめたもの
- 『不況・男・決断の時』（著者:渡部昇一 竹村健一 増田俊男 船井幸雄 沢田秀雄 渡辺一雄）（1999年6月20日、ビジネス社）ISBN 9784828408224
- 『H.I.S.澤田秀雄の「稼ぐ観光」経営学』（著者:木ノ内敏久）（2014年8月11日、イーストプレス イースト新書）ISBN 9784781650357